# Kellyanne Conway
Kellyanne Conway, nata Fitzpatrick (Camden, 20 gennaio 1967), è una politica e sondaggista statunitense.
Dal gennaio 2017, dopo aver già diretto le elezioni presidenziali del 2016, è stata Counselor to the President di Donald Trump sino all'agosto 2020. Si è dimessa dopo mesi di pubbliche polemiche sollevate dalla giovane figlia Claudia.

## Biografia
Figlia di padre irlandese e madre italiana, di famiglia cattolica, ha studiato scienze politiche presso la Trinity Washington University, un ateneo cattolico, e giurisprudenza presso la Law School della George Washington University, dove si è laureata nel 1992. Sposata con George T. Conway III, la coppia ha quattro figli.
Conway ha lavorato come sondaggista per il Wirthlin Group, molto vicino al partito repubblicano e per Frank Luntz. Nel 1995 ha fondato 1995 The Polling Company e si è occupata di indagini di mercato. Con WomanTrend si è occupata di temi femminili lavorando per aziende come Vaseline, American Express, Hasbro, ABC News, Major League Baseball e Ladies Home Journal.
Oltre a fornire risultati di indagini è spesso intervenuta in diverse emittenti televisive come commentatrice politica, e nel 2012 ha lavorato per il repubblicano Todd Akin. Nell'agosto 2015 viene nominata alla guida del Political Action Committee (PAC) per Ted Cruz, sostenuto dall'azienda Robert Mercer. Dopo la nomina di Trump a candidato il comitato è stato rinominato Make America Number 1 PAC.
Il 1º luglio 2016 Trump comunicò l'assunzione di Conway come consulente. Nel 2015 Trump aveva nominato Katrina Pierson come portavoce della sua campagna elettorale, mentre il 17 agosto Conway diventa direttore della campagna elettorale. Da allora è considerata la prima donna negli USA ad aver condotto una campagna elettorale presidenziale conclusasi con il successo del suo candidato. Dal 9 febbraio 2018 è affiancata nella carica da Johnny DeStefano.

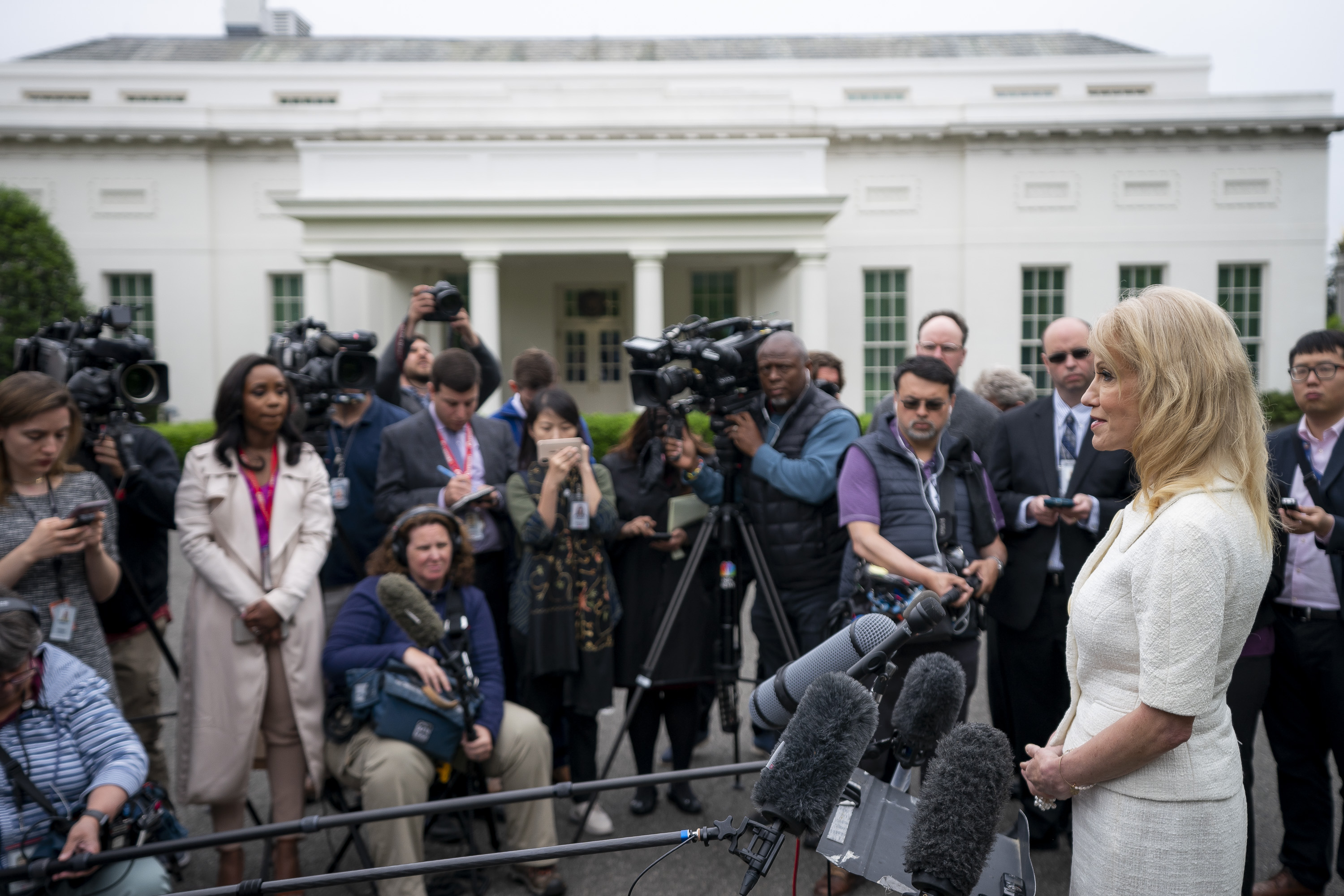
Conway parla alla stampa all'esterno della Casa Bianca nel 2019

Il 24 agosto 2020, Conway ha annunciato le sue dimissioni al fine di "trascorrere più tempo con la sua famiglia" dopo una serie di polemiche sollevate dalla figlia Claudia. La ragazza, un'influencer di TikTok, è diventata famosa proprio nel 2020 per i suoi messaggi anti-Trump. Claudia, che si definisce una liberale di sinistra, ha descritto Trump come "una persona orribile",, Ted Cruz come "disgustoso" e il comportamento di sua madre come "misoginia interiorizzata". Nel luglio 2020 ha detto anche che il matrimonio dei suoi genitori era "fallito". La stessa decisione di Kellyanne Conway è stata presa anche dal marito George, che ha dichiarato che si sarebbe preso una pausa dal Lincoln Project e da Twitter.

## Critiche

### "Fatti alternativi"
Nel gennaio 2017, pochi giorni dopo l'entrata in carica di Trump in un'intervista con Chuck Todd durante la trasmissione televisiva Meet the Press Conway utilizzò, riferendosi al numero di spettatori presenti nella cerimonia di nomina, la locuzione "fatti alternativi". 
(Kellyanne Conway, Meet the Press)
La locuzione ha dato adito a molte critiche e discussioni e una diffusione virale del termine che è stato paragonato alla neolingua usata nel romanzo di George Orwell 1984, provocando a sua volta un picco di vendite del romanzo.

### L'invenzione del Massacro di Bowling-Green
Il 2 febbraio 2017 Conway, in un'intervista con Chris Matthews presso l'emittente televisiva MSNBC, ha giustificato l'ordine esecutivo con il quale viene temporaneamente vietato l'ingresso negli Stati Uniti da sette paesi a maggioranza islamica con il cosiddetto "Massacro di Bowling-Green" eseguito, secondo le sue affermazioni, nel 2011 da due cittadini iracheni. Il massacro però non ha mai avuto luogo. Nel 2011 furono effettivamente arrestati due cittadini iracheni, Mohanad Shareef Hammadi e Waad Ramadan Alwan, accusati nel 2013 di attività terroristiche contro i militari americani in Iraq perché avevano tentato l'esportazione di armi verso l'Iraq ma non hanno mai eseguito né pianificato attentati nella cittadina. 
(Kellyanne Conway, MSNBC)

### La foto dal divano dell'Ufficio Ovale
Conway è stata criticata quando è stata fotografata seduta su un divano dell'Ufficio Ovale con le gambe piegate sotto di lei - scarpe premute contro il rivestimento - durante l'incontro del presidente Trump con i leader di college e università storicamente neri. Alcuni osservatori hanno suggerito che quella posizione fosse un segno di mancanza di rispetto e di mancanza di decoro. L'esperta di linguaggio del corpo, Patti Wood, ha affermato che la postura di Conway non era solo scortese, ma "piuttosto sessuale", e un segno che "non deve seguire le regole" perché era "amica di Trump". Conway in seguito ha affrontato la controversia con Lou Dobbs, dicendo che le era stato chiesto di scattare fotografie dell'incontro da una certa angolazione e che certamente non c'era "nessuna mancanza di rispetto". Ha anche incolpato i media per le polemiche che ne sono seguite.

## Vita privata
Conway è sposata con George T. Conway III, consulente legale presso lo studio Wachtell, Lipton, Rosen & Katz: è stato lui ad aver scritto il brief della Corte Suprema per Paula Jones durante il procedimento di impeachment a carico di Bill Clinton nel 1998. La coppia ha quattro figli: Claudia e George IV (due gemelli), Charlotte, e Vanessa. Vivono ad Alpine, nel New Jersey. 
Nel marzo 2019, il presidente Trump ha risposto alle critiche del marito di Kellyanne, descrivendolo come un "LOSER freddo". Kellyanne ha difeso il suo capo, Trump, affermando che suo marito non è "uno psichiatra" e che ci si aspetta che Trump risponda quando qualcuno, come suo marito George, "professionista non medico, lo accusa di avere un disturbo mentale".
Cresciuta in una famiglia cattolica, afferma di essere cattolica praticante. In un'intervista del settembre 2018 concessa a Jake Tapper della CNN, Conway dichiara di essere stata vittima di un'aggressione sessuale.

## Opere
- con Celinda C. Lake, What Women Really Want. How American Women Are Quietly Erasing Political, Racial, Class, and Religious Lines to Change the Way We Live. Free Press/Simon and Schuster, New York, 2005 ISBN 0-7432-7382-6